# Ministrowie spraw zagranicznych Republiki Czeskiej
Ministrowie spraw zagranicznych Republiki Czeskiej kierują resortem spraw zagranicznych w czeskim rządzie.
Lista ministrów (od 1992):
- Josef Zieleniec (2 lipca 1992 – 23 października 1997)
- Jaroslav Šedivý (8 listopada 1997 – 22 lipca 1998)
- Jan Kavan (ČSSD, 22 lipca 1998 – 15 lipca 2002)
- Cyril Svoboda (KDS-ČSL, 15 lipca 2002 – 4 września 2006, do 16 sierpnia 2006 jako pełniący obowiązki)
- Alexandr Vondra (ODS, 4 września 2006 – 9 stycznia 2007, do 11 października 2006 jako pełniący obowiązki)
- Karel Schwarzenberg (9 stycznia 2007 – 8 maja 2009)
- Jan Kohout (8 maja 2009 – 13 lipca 2010)
- Karel Schwarzenberg (TOP 09, 13 lipca 2010 – 10 lipca 2013)
- Jan Kohout (10 lipca 2013 – 29 stycznia 2014)
- Lubomír Zaorálek (ČSSD, 29 stycznia 2014 – 13 grudnia 2017)
- Martin Stropnický (ANO 2011, 13 grudnia 2017 – 27 czerwca 2018)
- Jan Hamáček (ČSSD, 27 czerwca 2018 – 16 października 2018, jako pełniący obowiązki)
- Tomáš Petříček (ČSSD, 16 października 2018 – 12 kwietnia 2021)
- Jan Hamáček (ČSSD, 12 kwietnia 2021 – 21 kwietnia 2021, jako pełniący obowiązki)
- Jakub Kulhánek (ČSSD, 21 kwietnia 2021 – 17 grudnia 2021)
- Jan Lipavský (Czeska Partia Piratów, od 17 grudnia 2021)